# Totem

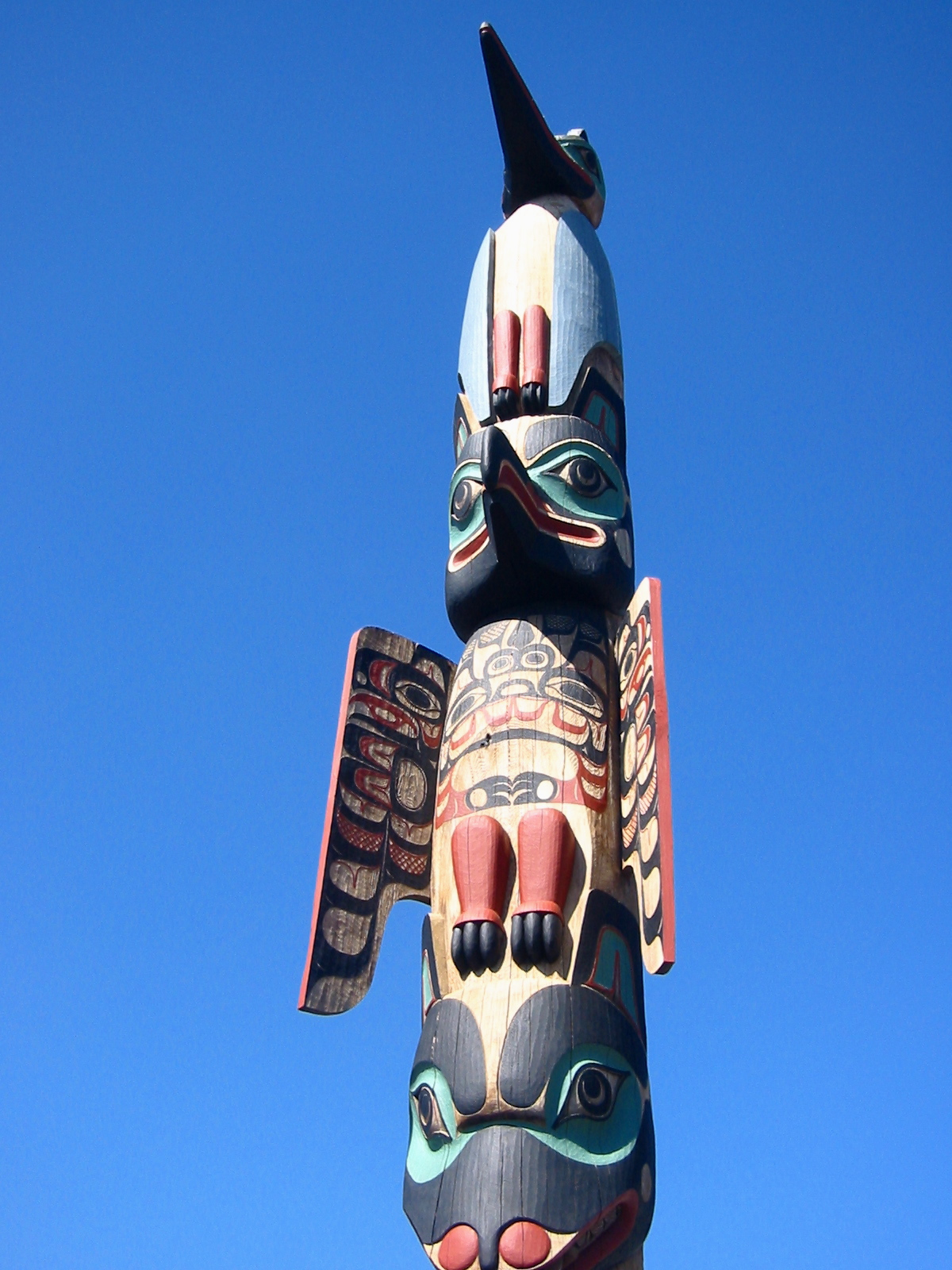
Jeřáb, orel a medvěd. Totemový kůl v Ketchikanu na Aljašce

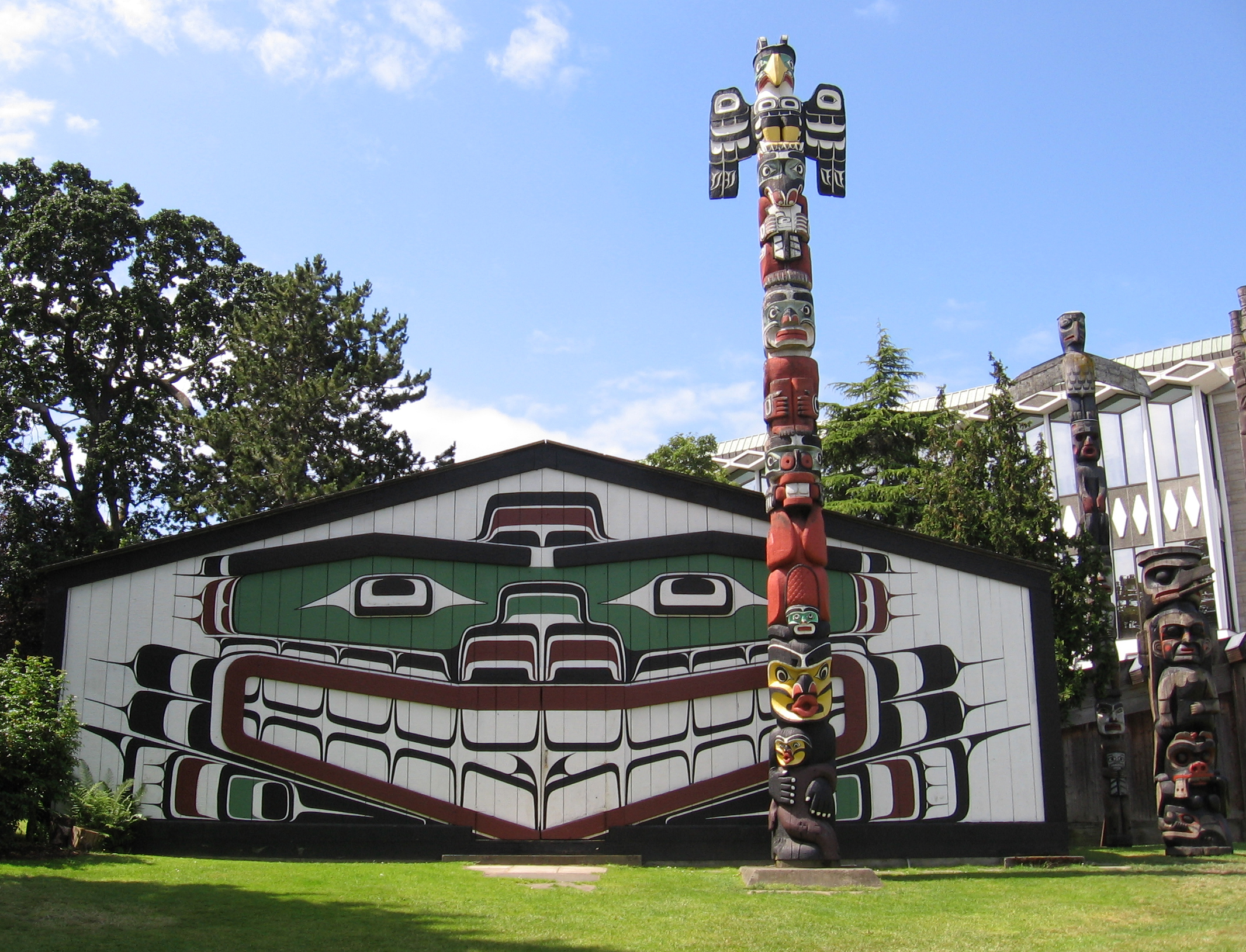
„Velký dům“ Kwakwaka'wakwů s totemovým kůlem, Britská Kolumbie, Kanada

Totem je algonkinské (Odžibvejové) slovo, které znamená příbuzenství, dávného předka, ochranného ducha a také jeho viditelné symbolické zobrazení – totemový kůl neboli totemový sloup. Vyskytuje se dodnes u domorodých kmenů hlavně v Severní Americe, v Austrálii a v Africe, je však téměř jisté,[zdroj?] že býval běžný i v jiných oblastech světa včetně Evropy. Slavné[zdroj?] jsou totemy v Zimbabwe a podobné sloupy (tu-teng) dávné kultury v sečuánské lokalitě San-sing-tuej (Sanxingdui) ve střední Číně.

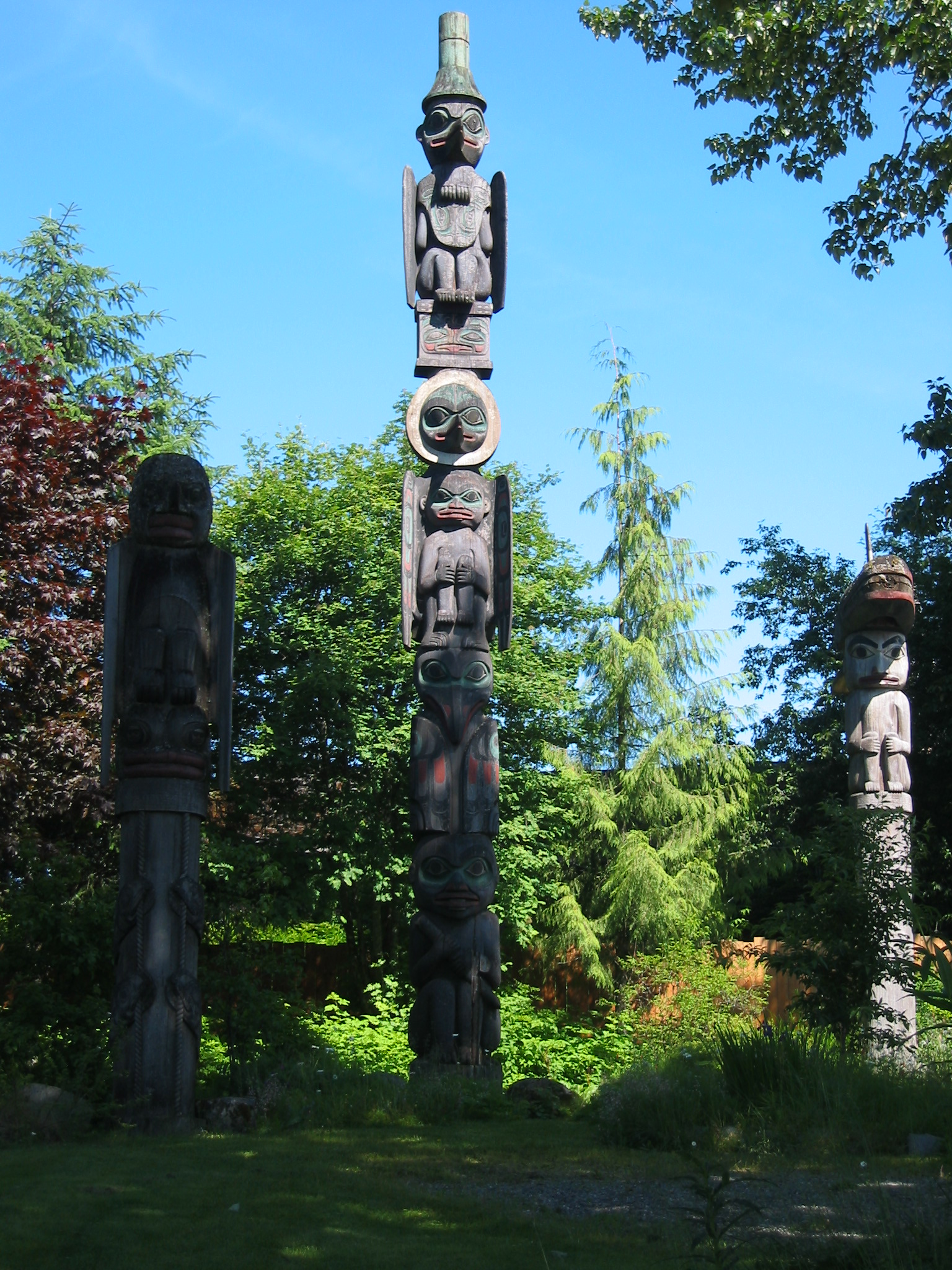
Totemové kůly, Wrangell, Aljaška

Totem je symbol celku a totožnosti kmenové skupiny. Nejčastěji to bývá živočich nebo rostlina, jsou však popsány i totemy „mlha“ nebo „skála“. Pro lov totemového zvířete platí u některých kmenů různá omezení, často se totemový živočich pokládá za společného prapředka skupiny. Totemová skupina je někde zároveň skupinou exogamní: sňatky mezi příslušníky téhož totemu jsou přísně zakázány. Ve společnostech, které totemy užívají, se často vyskytují také šamani.

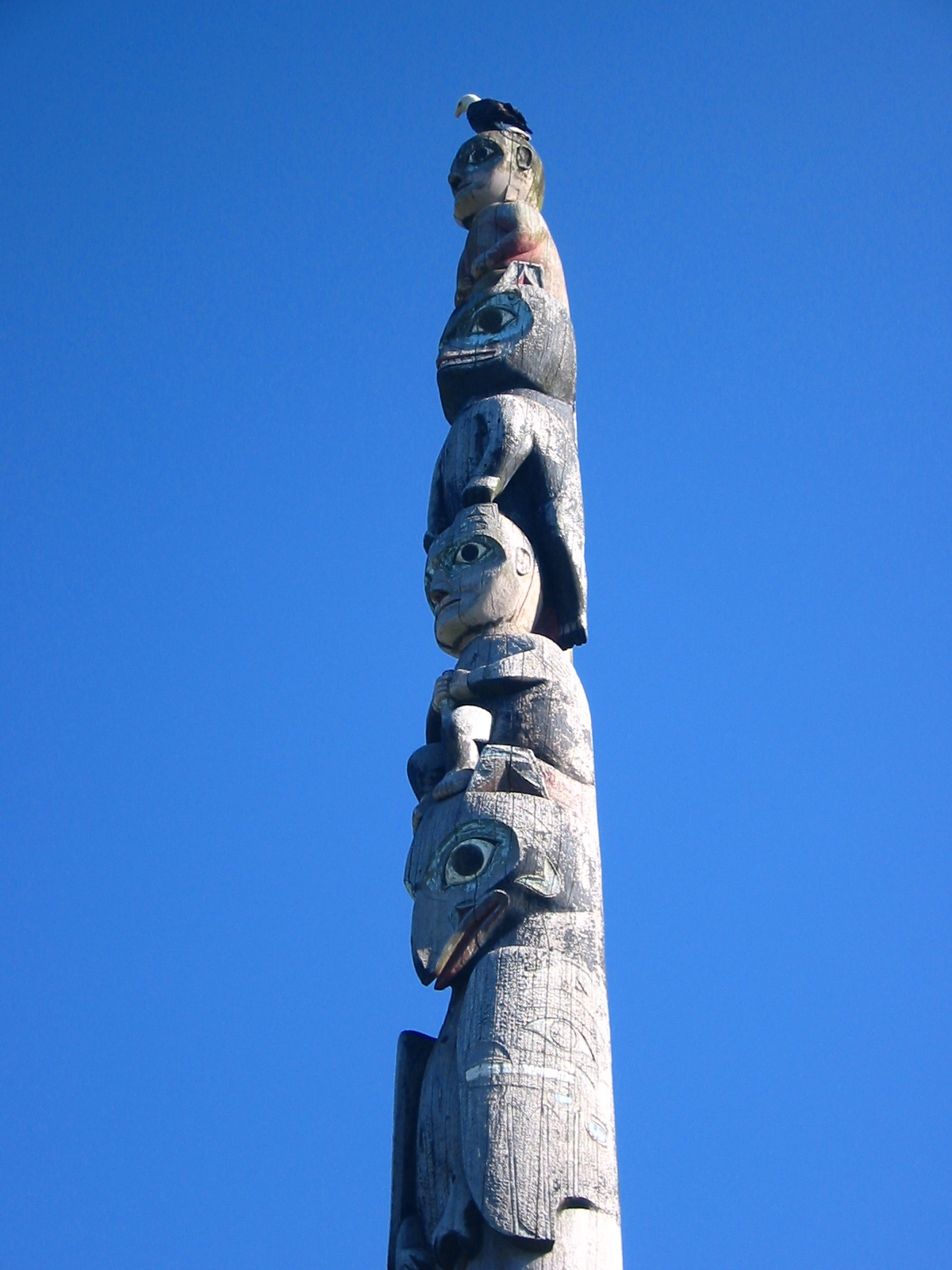
Totemový kůl, Sitka, Aljaška

Od prvních popisů od evropských misionářů se o významu totemů mezi vědci diskutovalo. Francouzský sociolog Émile Durkheim, který studoval hlavně australské kmeny, pokládal totem za symbolické vyjádření skupiny jako celku a považoval totemismus za vůbec nejstarší formu náboženství. Jiní vysvětlovali vztah klanu a totemu fyzickou podobou, Malinowski se domníval, že totemy regulují lov zvěře. Claude Lévi-Strauss považuje totem za prostředek k symbolickému roztřídění přírody, kde každé lidské skupině odpovídá nějaký přírodní druh; oba k sobě patří a navzájem si pomáhají. Totem podle něho „není k jídlu, nýbrž k přemýšlení“.
Totemy a totemismem se zabýval také Sigmund Freud, který je pokládal za projev primitivního, obrazného a animistického myšlení a nacházel jisté podobnosti mezi myšlením „divocha“ a neurotika. Vycházel však z etnografických informací dnes překonaných.